# Une chance pour Miguel
Pour plus de détails, voir Fiche technique et Distribution.
Une chance pour Miguel (El cielo abierto, littéralement « le ciel ouvert ») est un film espagnol sorti en 2001 joué par Sergi López et Mariola Fuentes.

## Synopsis
La vie de Miguel change complètement quand sa femme commence une romance avec son père. Miguel est psychiatre et un de ses patients lui vole le portefeuille, quand il va chez lui pour le récupérer, il connaît sa sœur Jasmina, une coiffeuse bavarde et…

## Fiche technique
- Réalisation : Miguel Albaladejo
- Scénario : Miguel Albaladejo et Elvira Lindo
- Producteur : Francisco Ramos et Fernando de Garcillán
- Photo : Alfonso Sanz Alduan
- Musique : Lucio Godoy
- Montage : Ángel Hernández Zoido et Ascen Marchena
- Pays :  Espagne
- Langue de tournage : espagnol
- Durée 110 minutes

## Distribution
- Sergi López : Miguel
- Mariola Fuentes : Jasmina
- María José Alfonso : Elvira
- Emilio Gutiérrez Caba : David
- Geli Albaladejo : Carola
- Marcela Walerstein : Sara
- Javier Dorado : Paquito
- Elvira Lindo : Belinda
- Antonio Muñoz Molina : Paciente